# Maledom

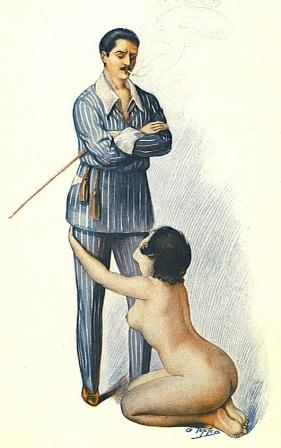
Dominatní oblečený a nahý submisivní prvek se v BDSM může považovat za velmi častý
toto dílo je od George Topfera -
Le Rêve d'un flagellant
(Snění flagelanta)

Maledom (zkratka z anglického male dominance, tj. mužská dominance) je označení pro ony BDSM sexuální praktiky, v nichž je muž dominantním a žena submisivním partnerem (viz také femsub). Dominantní muž se také nazývá dominant nebo domík. Erotická literatura z pohledu dominantního muže je nejrozšířenějším a nejstarším typem BDSM literatury (díla Markýze de Sade) i BDSM pornografie, patrně také nejrozšířenějším typem BDSM životního stylu vůbec.